# Агапит (Таубе)
Мона́х Агапи́т (в миру барон Михаи́л Миха́йлович фон Та́убе; 4 [16] ноября 1894, Гатчина, Санкт-Петербургская губерния — 18 июля 1936, Орёл) — монах Русской православной церкви.
Прославлен в лике святых Архиерейским собором Русской православной церкви в 2007 году в лике исповедника, память 5 июля (по юлианскому календарю) и в Соборе новомучеников и исповедников Церкви Русской. Почитается как новомученик Российский — преподобноисповедник Агапит Оптинский.

## Биография
Отец — барон Михаил Фердинандович фон Таубе. Мать — баронесса Анна Александровна фон Таубе, урождённая Баранова.
Михаил родился одновременно с братом-близнецом (двойняшкой) Сергеем. Мать вынуждена была взять кормилицу для детей-двойняшек. Кормилицей стала Мария Волкова (1869—1939), дочь Прасковьи Красенковой, заведовавшей кухней у баронессы Анны фон Таубе.
В 1905 году поступил, а в 1912 году окончил с золотой медалью гимназию Карла Мая и поступил на юридический факультет Санкт-Петербургского университета.
В 1916 году был мобилизован и направлен в действующую армию, получил ранение. В 1918—1922 годах служил в Красной армии.

### Духовный путь
15 сентября 1921 года подал прошение о приеме вольнослушателем в Петроградский богословский институт и был зачислен. В институте он считался «активным» вольнослушателем. Проучился он полтора года и уволился, уже будучи на втором курсе.
17 апреля 1923 года уехал в Оптину Пустынь. Являлся хранителем монастырской библиотеки. Здесь он познакомился со святоотеческой литературой и богатейшими по своему духовному содержанию рукописями.
В Оптиной он жил на пасеке Скита, где жили два монаха. Его принял в число своих духовных детей старец Нектарий (Тихонов).
В 1924 году обитель была закрыта. Тогда Михаил Таубе стал сотрудником музея «Оптина Пустынь», образованного на месте закрытой обители по инициативе Лидии Васильевны Защук, которая стала заведующей этого музея. Михаил Таубе был её заместителем в музее «Оптина Пустынь».
Много времени проводил у старца, записывал его поучения. От записей сохранились лишь краткие заметки. Часто будущий монах Агапит (Таубе) читал ученикам старца Нектария доклады на богословские темы.
После высылки старца Нектария из Оптиной стал духовным сыном иеромонаха Никона (Беляева), который постриг его в мантию с именем Агапит.
В мае 1925 году монах Агапит из музея «Оптина пустынь» был уволен.
После увольнения он жил то на родине в Петрограде, то около Оптиной. Зарабатывал на жизнь преподаванием иностранных языков, из которых он хорошо знал французский, немецкий, английский, итальянский и латынь.
16 июня 1927 года арестован по групповому делу иеромонаха Никона (Беляева) и заключён в Калужскую следственную тюрьму.
19 декабря 1927 года Особым совещанием при Коллегии ОГПУ был приговорён к трём годам заключения в ИТЛ, наказание отбывал в СЛОНе.
25 мая 1930 года Особым совещанием при Коллегии ОГПУ приговорён к трём годам высылки в Северный край, проживал в Архангельске.
В 1931 года арестован в ссылке как «участник контрреволюционной группировки среди местного и ссыльного духовенства», 2 декабря того же года Особым совещанием при Коллегии ОГПУ приговорён к заключению в исправительно-трудовой лагерь и отправлен в Мариинские лагеря в Сибирь.
После окончания срока заключения поселился в Орле. Иногда он приезжал в Москву, где встречался со знакомыми по Оптиной пустыни.

### Болезнь и кончина
В начале 1936 года отец Агапит заболел, образовалась опухоль на языке, и друзья предлагали ему лечь в больницу. Он выехал в Москву, операция была сделана, но врачи предупредили, что могут быть последствия, и через некоторое время он обнаружил новую опухоль, операцию делать было бессмысленно. Перед последним отъездом в Орел, он навсегда попрощался со всеми знакомыми — попрощался просто, спокойно, будто на время уходя от всех, чтобы, даст Бог, встретиться в иной жизни снова.
Его страдания в течение болезни все более возрастали, ни есть, ни говорить он уже не мог, но при этом не терял бодрости духа и, пока были силы, ходил в храм. Когда отцу Агапиту было что-либо нужно, он писал записки своей старушке-хозяйке, жившей на другой половине дома, через стену от него. Он предупредил её, что, когда ему станет совсем плохо, он ей постучит. 18 июля он постучал в стену, и, когда хозяйка вошла, то увидела, что монах Агапит лежит, не сводя глаз с иконы Божией Матери.

«Лицо его было сосредоточено и кротко. Ни боль, ни страх не искажали его. Он не стонал, только дыхание становилось все реже…» Впоследствии она рассказала, что «переносил он свои страдания так светло, что она молится о нем, как о святом».
Монах Агапит (Таубе) скончался 18 июля 1936 года и был погребен на одном из кладбищ в городе Орле. Могила его впоследствии была утрачена.

## Канонизация
Имя Агапита Оптинского включено в Собор новомучеников и исповедников Российских определением Священного Синода РПЦ от 27 декабря 2007 года.

## Дни памяти
- 18 июля день памяти Агапита Оптинского
- 25 января (7 февраля), если этот день совпадет с воскресным днем, а если не совпадет — то в ближайшее воскресенье после этой даты — общецерковное празднование памяти Собора новомучеников и исповедников Российских.

## Семья
Мать: баронесса Анна Александровна фон Таубе (1862—1915), урождённая Баранова.
Отец: барон Михаил Фердинандович фон Таубе.
Братья и сестра:
- Александр (1889—1964) военный переводчик, профессор военного института иностранных языков, полковник. Автор многочисленных военных и военно-морских словарей (русско-немецких, немецко-русских, русско-английских, англо-русских, русско-французских, франко-русских)[3].
- Иван (1892—1941?) выпускник Императорской правовой школы, офицер белой армии, эмигрировал из России.
- Сергей (1894—1937) воспитанник Пажеского ЕИВ корпуса, штабс-капитан Преображенского ЕИВ гвардейского полка, служил в Красной армии, репрессирован и расстрелян в 1937 г.[4]
- Мария (1899—1929) выпускница института им. Лесгафта. Репрессирована по делу религиозно-философского кружка «Воскресение» в 1929. Приговорена к трём годам заключения в концлагере. Прибыла на Кемский пересыльный пункт (Попов Остров) 11.07.1929, и через несколько дней умерла от сыпного тифа[5].